# Huernia boleana
Huernia boleana är en oleanderväxtart som beskrevs av M. G. Huernia boleana ingår i släktet Huernia och familjen oleanderväxter. Inga underarter finns listade i Catalogue of Life.